# Lijst van voetbalinterlands Faeröer - Gibraltar

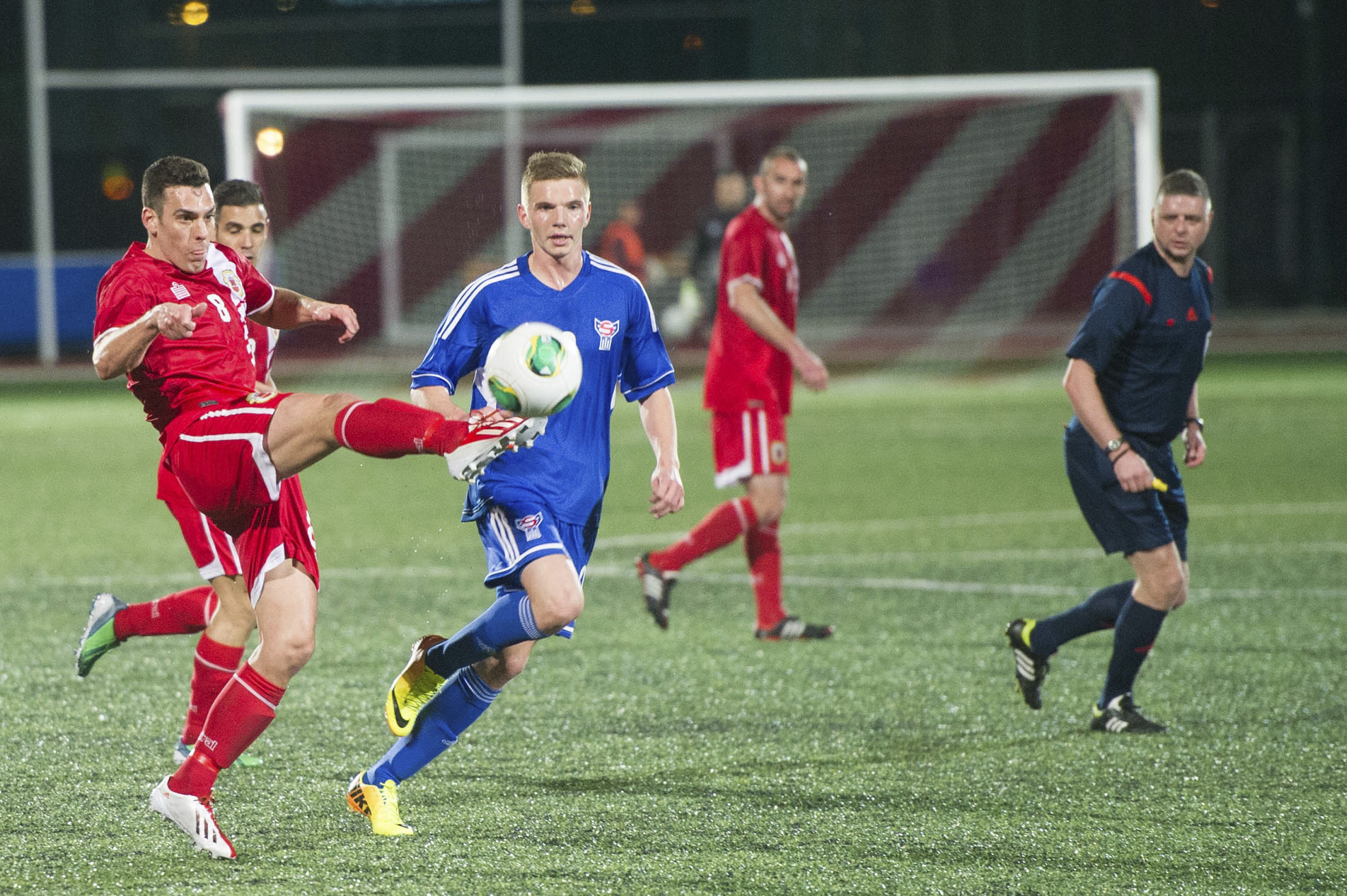
Gibraltar tegen de Faeröer in maart 2014.

Deze lijst van voetbalinterlands is een overzicht van alle officiële voetbalwedstrijden tussen de nationale teams van Faeröer en Gibraltar. De landen speelden tot op heden drie keer tegen elkaar. De eerste ontmoeting was een vriendschappelijke wedstrijd op 1 maart 2014 in Gibraltar. het laatste duel, een kwalificatiewedstrijd voor het Wereldkampioenschap voetbal 2026, werd op 9 juni 2025 gespeeld in Tórshavn.

## Wedstrijden
| № | Plaats    | Datum            | Competitie           | Wedstrijd           | Uitslag |
| - | --------- | ---------------- | -------------------- | ------------------- | ------- |
| 1 | Gibraltar | 1 maart 2014     | Vriendschappelijk    | Gibraltar – Faeröer | 1 – 4   |
| 2 | Gibraltar | 26 maart 2022    | Vriendschappelijk    | Gibraltar – Faeröer | 0 – 0   |
| 3 | Tórshavn  | 9 juni 2025      | WK 2026 kwalificatie | Faeröer − Gibraltar | 2 – 1   |
| 4 |           | 8 september 2025 | WK 2026 kwalificatie | Gibraltar − Faeröer |         |

## Samenvatting
| Competitie        | Totaal gespeeld | Winst Faeröer | Gelijk | Winst Gibraltar | Doelsaldo Faeröer – Gibraltar |
| ----------------- | --------------- | ------------- | ------ | --------------- | ----------------------------- |
| WK-kwalificatie   | 1               | 1             | 0      | 0               | 2 − 1                         |
| Vriendschappelijk | 2               | 1             | 1      | 0               | 4 − 1                         |
| Totaal            | 3               | 2             | 1      | 0               | 6 − 2                         |

Wedstrijden bepaald door strafschoppen worden, in lijn met de FIFA, als een gelijkspel gerekend.

## Details

### Eerste ontmoeting
De eerste officiële ontmoeting tussen de nationale voetbalploegen van Faeröer en Gibraltar vond plaats op 1 maart 2014. Het vriendschappelijke duel werd gespeeld in het Victoria Stadium in Gibraltar, en stond onder leiding van scheidsrechter Raymond Crangle uit Noord-Ierland. Voor Faeröer maakten twee spelers hun debuut voor de nationale ploeg: doelman Teitur Gestsson (HB Tórshavn) en Gunnar Haraldsen (HB Tórshavn). Voor Gibraltar was de wedstrijd het tweede officiële duel ooit, nadat de ministaat op 24 mei 2013 als 54e land officieel was toegelaten als UEFA-lid. In de eerste officiële interland had Gibraltar op 19 november 2013 gelijkgespeeld (0-0) tegen Slowakije. Bij de thuisploeg mochten zes spelers voor het eerst opdraven in de nationale ploeg onder leiding van de Engelsman Neil Parsley: David Artell (Wrexham FC), John Paul Duarte (Lincoln FC), Aaron Payas (Glacis United FC), Yogan Santos (Manchester United), Reece Styche (Wycombe Wanderers) en  Anthony Hernandez (Cádiz CF).
| Vriendschappelijk (Gibraltar, 1 maart 2014): |              | |
| Gibraltar | 1 – 4        | Faeröer |
| Roy Chipolina 2' | goals        | 26' Jóan Símun Edmundsson 31' Christian Holst 59' Hallur Hansson 68' Christian Holst |
| Neil Parsley | bondscoach   | Lars Olsen |
| Jordan Perez Jack Sergeant 46' Joseph Chipolina 86' Danny Higginbotham Ryan Casciaro Roy Chipolina Jeremy Lopez 57' Aaron Payas Reece Styche 71' Daniel Duarte 46' Robert Guilling 46' | opstellingen | 46' Teitur Gestsson Jónas Tór Næs Rógvi Baldvinsson Sonni Nattestad 85' Viljormur Davidsen 81' Gilli Sørensen Fróði Benjaminsen 76' Hallur Hansson 46' Pól Justinussen Christian Holst 81' Jóan Símun Edmundsson |
| Kyle Casciaro 46' Adam Priestley 46' Yogan Santos 46' John Paul Duarte 57' Anthony Hernandez 71' David Artell 86'                                                                      | wissels      | 46' Tórður Thomsen 46' Heini Vatnsdal 81' Klæmint Olsen 81' Kaj Leo Bartalsstovu 85' Gunnar Haraldsen |

FSF · A-internationals · Statistieken · Bondscoaches · Faeröers vrouwenelftal · Faeröer U21 · Faeröer U20 · Faeröer U19 · Faeröer U18 · Faeröer U17 · Faeröer U16
1980 – 1989 ·
1990 – 1999 ·
2000 – 2009 ·
2010 – 2019 ·
2020 – 2029
1988 · 
1989 · 
1990 ·
1991 · 
1992 · 
1993 · 
1994 · 
1995 · 
1996 · 
1997 · 
1998 · 
1999 · 
2000 · 
2001 · 
2002 · 
2003 · 
2004 · 
2005 · 
2006 · 
2007 · 
2008 · 
2009 · 
2010 · 
2011 · 
2012 · 
2013 · 
2014 · 
2015 · 
2016 ·
2017 ·
2018 ·
2019 ·
2020 ·
2021 ·
2022 ·
2023 ·
2024
Albanië ·
Andorra ·
Armenië ·
Azerbeidzjan ·
België ·
Bosnië en Herzegovina ·
Canada ·
Cyprus ·
Denemarken ·
Duitsland ·
Estland ·
Finland ·
Frankrijk ·
Georgië ·
Gibraltar ·
Griekenland ·
Hongarije ·
Ierland ·
IJsland ·
Israël ·
Italië ·
Joegoslavië ·
Kazachstan ·
Kosovo ·
Kroatië ·
Letland · 
Liechtenstein ·
Litouwen ·
Luxemburg ·
Malta ·
Moldavië ·
Montenegro ·
Nederland ·
Noord-Ierland ·
Noord-Macedonië ·
Noorwegen ·
Oekraïne ·
Oostenrijk ·
Polen ·
Portugal ·
Roemenië ·
Rusland ·
San Marino ·
Schotland ·
Servië ·
Servië en Montenegro · 
Slovenië ·
Slowakije ·
Spanje ·
Thailand ·
Tsjechië ·
Tsjecho-Slowakije ·
Turkije ·
Wales ·
Zweden ·
Zwitserland
GFA · A-internationals · Bondscoaches · Statistieken · Vrouwenelftal · Olympisch elftal · Gibraltar U19 · Gibraltar U17
2010 – 2019 ·
2020 − 2029
2013 ·
2014 ·
2015 ·
2016 ·
2017 ·
2018 ·
2019 ·
2020 ·
2021 ·
2022 ·
2023 ·
2024 ·
2025
Andorra ·
Armenië ·
België ·
Bosnië en Herzegovina ·
Bulgarije ·
Cyprus ·
Denemarken ·
Duitsland ·
Estland ·
Faeröer ·
Frankrijk ·
Georgië ·
Grenada ·
Griekenland ·
Ierland ·
Kosovo ·
Kroatië ·
Letland ·
Liechtenstein ·
Litouwen ·
Malta ·
Moldavië ·
Montenegro ·
Nederland ·
Noord-Macedonië ·
Noorwegen ·
Polen ·
Portugal ·
San Marino ·
Schotland ·
Slovenië ·
Slowakije ·
Tsjechië ·
Turkije ·
Wales ·
Zwitserland